# Ibadisme
Het ibadisme (Arabisch: الإباضية, al-ibāḍīya) of abadisme is een stroming binnen de islam. Het is de overheersende vorm van islam in Oman (waar ibadieten 75% van de bevolking uitmaken) en op het Tanzaniaanse eiland Zanzibar. Ook in Libië, Bahrein, zuidelijk Algerije en op het Tunesische eiland Djerba is een omvangrijke ibaditische gemeenschap.

## Geschiedenis
Het ibadisme is ontstaan uit het kharidjisme, het eerste schisma binnen de islam. Het is de enige overlevende tak van kharidjitisme, hoewel volgelingen van ibadisme zichzelf absoluut niet als kharidjieten beschrijven (wat door hun tegenstanders als takiyya gezien wordt).
Het ibadisme werd volgens de overlevering gevestigd door Abd-Allah ibn Ibadh, die in ca. 720 stierf. In de 8e en 9e eeuw verspreidde de beweging zich vanuit de Iraakse stad Basra naar Noord-Afrika en het zuiden en oosten van het Arabisch schiereiland.

## Opvattingen
Volgens de ibadieten mag het geloof niet als reden voor oorlog en bloedvergieten gebruikt worden. Zij zijn van mening dat het geloof zijn kracht en actualiteit kan bewaren door zich aan te passen aan de wisselende culturele, historische en wetenschappelijke omstandigheden. Die tolerantie komt tot uitdrukking in de architectuur. Moskeeën zijn vaak eenvoudig. Een minaret is niet noodzakelijk, een kleine verhoging op het dak is al voldoende.
Een opvatting die binnen de ibaditische rechtsschool voorkomt en als controversieel wordt gezien is dat de Koran geschapen is. Ibadieten gaan ervan uit dat de Koran op enig moment in de schepping door God geschapen werd, in tegenstelling tot de meeste andere rechtsscholen die ervan uitgaan dat de Koran altijd al bij God is geweest en om die reden het ongeschapen Woord van God is.

## Ibadisme onder de Berbers

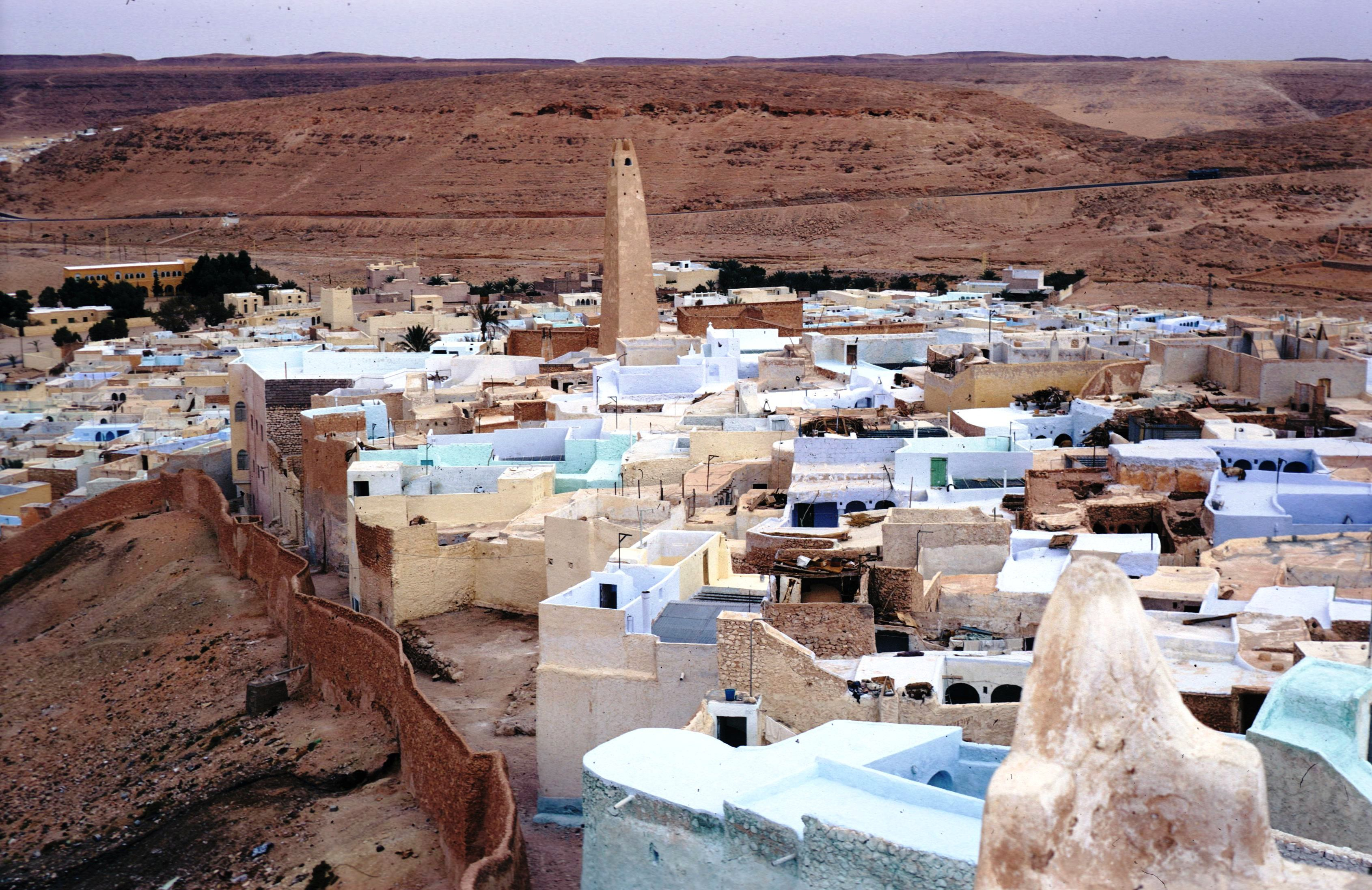
Beni Isguen, een heilige stad van de ibaditische Mozabieten in Algerije

Al vroeg kreeg de stroming veel aanhangers onder de Berberse stammen van de Maghreb, die open stonden voor het idee dat alle volkeren gelijk zijn voor God en daarin een leidraad vonden voor hun strijd tegen de Arabische overheersing. De vroege Berberse opstanden waren ibadisch geïnspireerd. De opkomst en succes van de stroming wordt over het algemeen in verband gebracht met de strijd van die Berbers voor onafhankelijkheid van de Omajjaden. Onder de Berbers van Algerije en Tunesië zijn nog steeds veel ibadi's te vinden.
Een omvangrijke ibaditische gemeenschap wordt gevormd door de Mozabieten, een Berbervolk in Algerije.

## Bekende ibadi's
- Sulayman al-Baruni, wali van Tripolitanië
- Ahmed bin Hamad al-Khalili, moefti van Oman
- Haitham bin Tariq Al Said, sultan van Oman
- Qaboes bin Said Al Said, voormalige sultan van Oman
- Nouri Abusahmain, Libische politicus
- Moufdi Zakaria, Algerijnse poëet, schrijver en activist
- Ghalib Alhinai, laatste imam van het Imamaat Oman
- Abd Allah ibn Wahb al-Rasibi, rebellenleider
- Abd-Allah ibn Ibadh, stichter van het ibadisme
- Jabir ibn Zayd, theoloog

## Ibadi dynastieën
- Rustamiden
- Nabhani dynastie
- Yaruba dynastie
- Sultanaat Zanzibar
- Al Said dynastie